# Solpugyla darlingi
Solpugyla darlingi är en spindeldjursart som först beskrevs av Pocock 1897.  Solpugyla darlingi ingår i släktet Solpugyla och familjen Solpugidae. Inga underarter finns listade i Catalogue of Life.